# Pèlerinage de Lorette
Le sanctuaire de la Sainte Maison de Lorette (Santa Casa di Loreto en italien) est, depuis les années 1320, un centre religieux et lieu majeur de pèlerinage attirant de nombreux fidèles.
Du XVIe siècle à la fin du XVIIIe siècle, le pèlerinage de Lorette devient même le plus important d’Occident.
À l’intérieur de la basilique, les catholiques vénèrent la dévotion aux vestiges de ce qui, selon la tradition, est la Sainte Maison de Nazareth, où Jésus a vécu.

## Histoire du Pèlerinage
La cité de Lorette conserverait les murs de la Maison que la Vierge Marie habitait à Nazareth et où elle reçut l'Annonciation.

Dans les années 1319 à 1320, est conservée la mémoire d'un premier pèlerinage d'une grande quantité de personnes venues d'Allemagne. 

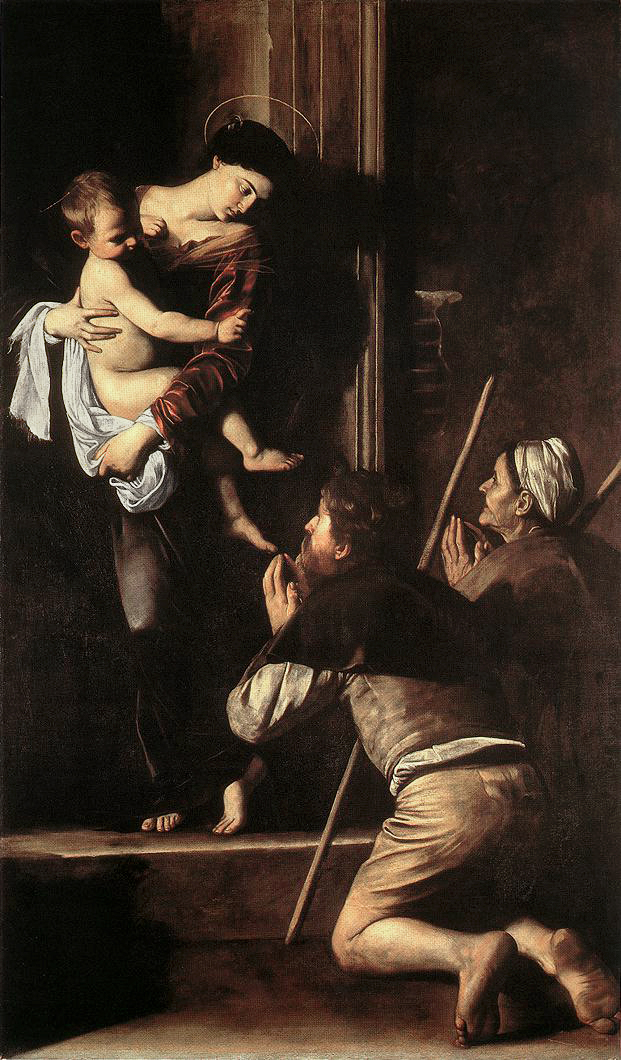
Des Pèlerins de Lorette par Le Caravage, où le peintre figure un couple devant la Madone et l’Enfant Jésus. La Sainte Maison est visible par les briques et le mortier sous l’enduit du mur, au sommet du triangle formé par les têtes des deux pèlerins.

Aux XVIe et XVIIe siècles ce fut le pèlerinage le plus célèbre du monde catholique. Venaient y prier les fidèles persécutés d'Irlande, de France, d'Allemagne ou des pays slaves du Sud.
Parmi tant d'autres, Montaigne, Descartes, Cervantès, Chateaubriand ou Anne d'Autriche notamment lui adressèrent des vœux ou s’y rendirent en pèlerinage. Saint François de Sales, saint François de Paule, saint François-Xavier, saint Ignace de Loyola, Pauline Jaricot, etc.
Le territoire de Lorette, presque autonome, ne dépendant que du Pape, devenait une sorte d'État de Notre Dame. Les institutions d’alors permettaient l'accueil et le contrôle d'immenses foules, mais aussi les espérances et les émotions des pèlerins.

Durant les années jubilaires 1575, 1600 et 1625, le sanctuaire de la Sainte Maison de Lorette compta plusieurs centaines de milliers de pèlerins. 
« Nous santions bien que nous étions au chemin de Lorette, tant les chemins etoint pleins d’alans et venans ; et plusieurs, non homes particuliers sulemant, mais compagnies de personnes riches faisant le voïage à pied, vestus en pelerins, et aucunes avec un’enseigne et puis un crucifix, qui marchoit davant, et eus vetus d’une livrée ». 
Montaigne, Journal de voyage en Italie, p. 346.

## Les Reliques
Sa fréquentation au XVIe siècle aurait été supérieur à celle de Saint Pierre de Rome, Saint Jacques de Compostelle, Assise, Montserrat ou Chartres ou tout autre lieu de pèlerinage en Europe.
L’objet de cette affluence tient à la relique de la maison de Lorette où la Vierge Marie reçoit de l’Archange Gabriel, à Nazareth, l'Annonce de la venue de Jésus-Christ. Cet humble édifice de briques en terre cuite et de mortiers, enlevé à Nazareth en 1291, aurait, selon la légende, été transporté par les anges et déposé sans fondation sur la colline boisée du Comtat de Recanati, dans l'actuelle Lorette, aux bords de l’Adriatique en Italie centrale, pendant la nuit du 9 au 10 décembre 1294.

Dès cette date, les pèlerins purent venir y faire leurs dévotions et se recueillir à l’intérieur de ladite Sainte Maison dans laquelle était exposée la statue de la Madone de Lorette (Madonna di Loreto en italien) mais également, et ce, jusqu’en 1797, une armoire dans laquelle reposaient le manteau de la Sainte Vierge et sa vaisselle :  
« Les instants d’émotion les plus parfaits furent évidemment ceux où ils purent imaginer la vie familiale de la Vierge dans son détail intime. Ils admirèrent la cheminée [...] où la Sainte Vierge fit la cuisine, comme dans une petite armoire on nous montra les petits plats de terre dont la Sainte Famille se servait ; le bois qui tient la séparation se trouve encore si bien conservé comme si cela venait d’être fait, ce qui ne se pourrait sans miracle ; il y a aussi les portraits de la Sainte Vierge et de Notre Seigneur crucifié peints par saint Luc ; j’y ai fait l’observation que ce saint peintre, étant le seul dont on peut s’attendre d’avoir fait le vrai original, a décidé de la dispute qu’on fait si Jésus Christ a été crucifié à trois ou quatre clous : y ayant mis deux aux pieds, et par conséquent décidée par les quatre ». Charles-Albert de Bavière, Journal de mon voyage d'Italie de l'année 1737 (p. 104-105). 

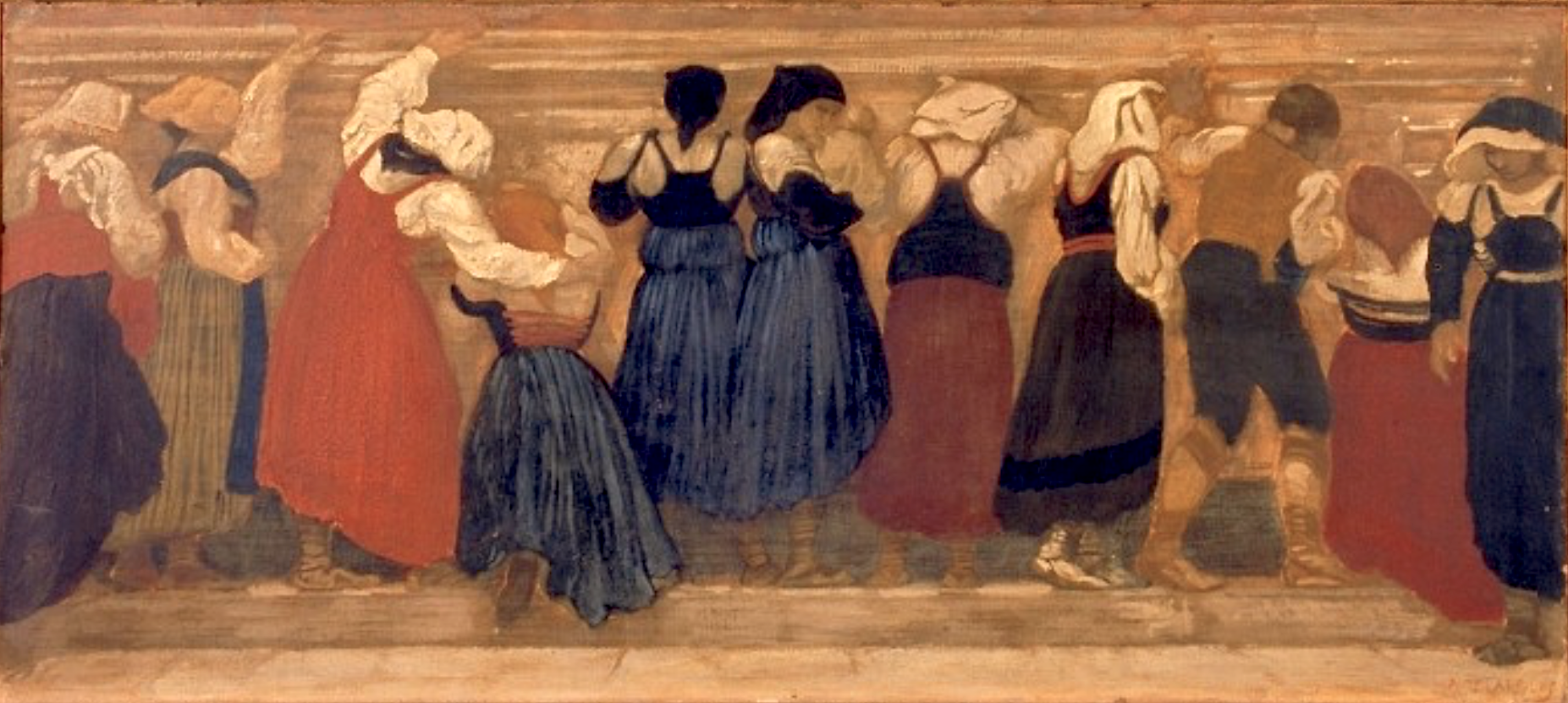
Les Pèlerins à Lorette, Adolfo de Carolis, huile sur carton, Jesi, 1903

## Territoires du pèlerinage

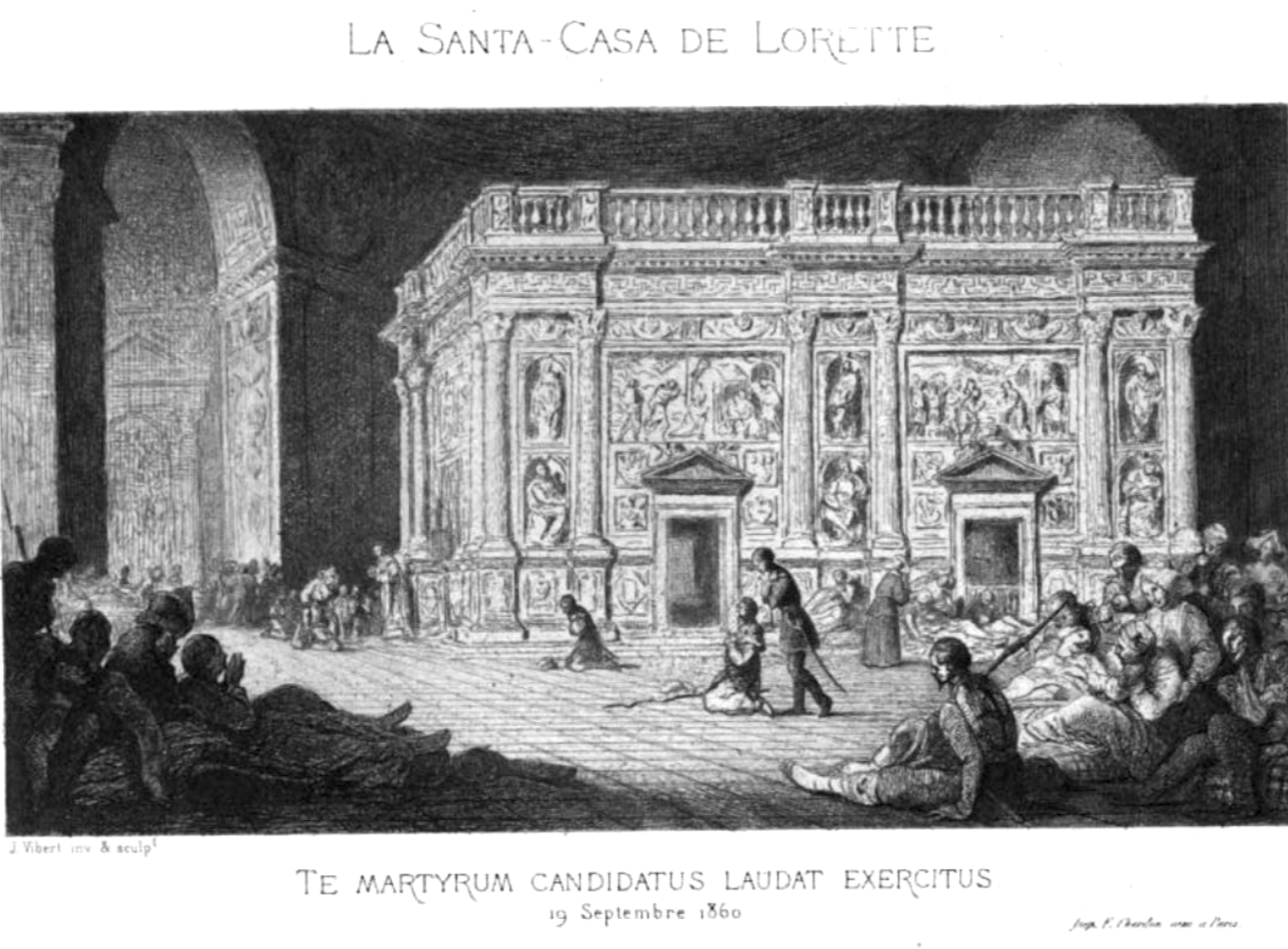
La sainte Maison de Lorette en 1860

Ce fut alors le pèlerinage le plus sûr d’Occident pour que les fidèles puisse y nouer un lien avec la Terre sainte alors-même que le pèlerinage à Jérusalem était rendu dangereux par la présence des turques, de la piraterie barbaresques en Méditerranée par ou des mamelouks.
« Par une succession de mesures, les autorités pontificales ont rendu une autonomie spirituelle aux lieux du sanctuaire. les règlements et privilèges, la sûreté des fortifications, l’abondance constamment maintenue des approvisionnements, et l’ampleur exceptionnelle des dotations des secours aux pauvres concouraient pour en faire plus qu’un simple abri des pèlerins, un véritable isolat préservé, entièrement consacré aux pratiques de piété. 
Les privilèges extraordinaires instituaient un état de Lorette, lui accordaient une sorte d’exterritorialité, comme si l’on réservait un domaine terrestre à la Vierge et à son extraordinaire maison ».

## Rayonnement du pèlerinage
La renommée du pèlerinage à Lorette conduisit à transformer le sanctuaire en une Villa, puis en un Castello et enfin en une Cité.
L’on apprend du père capucin Floriano Grimaldi, et Y-M Bercé avec lui, que durant les années jubilaires 1575, 1600 et 1625, les fidèles participant à ce pèlerinage se comptaient par centaines de milliers. Pour René G. Forest, le nombre de pèlerins a pu s'élever jusqu'à 506 000 en certaines occasions, et pour lesquels le nombre de messes données en la basilique ont atteintle nombre de 150 par jour, réparties dans les 23 chapelles de la Basilique.
Montaigne, Chateaubriand, Cervantès, Rolland de Lassus, Mozart, Erasme, ou les marins de Christophe Colomb sont quelques-unes des personnalités qui ont laissé un témoignage de ce pèlerinage majeur sous forme de litanies, ex-votos originaux, messes, récit de voyage ou nouvelles.

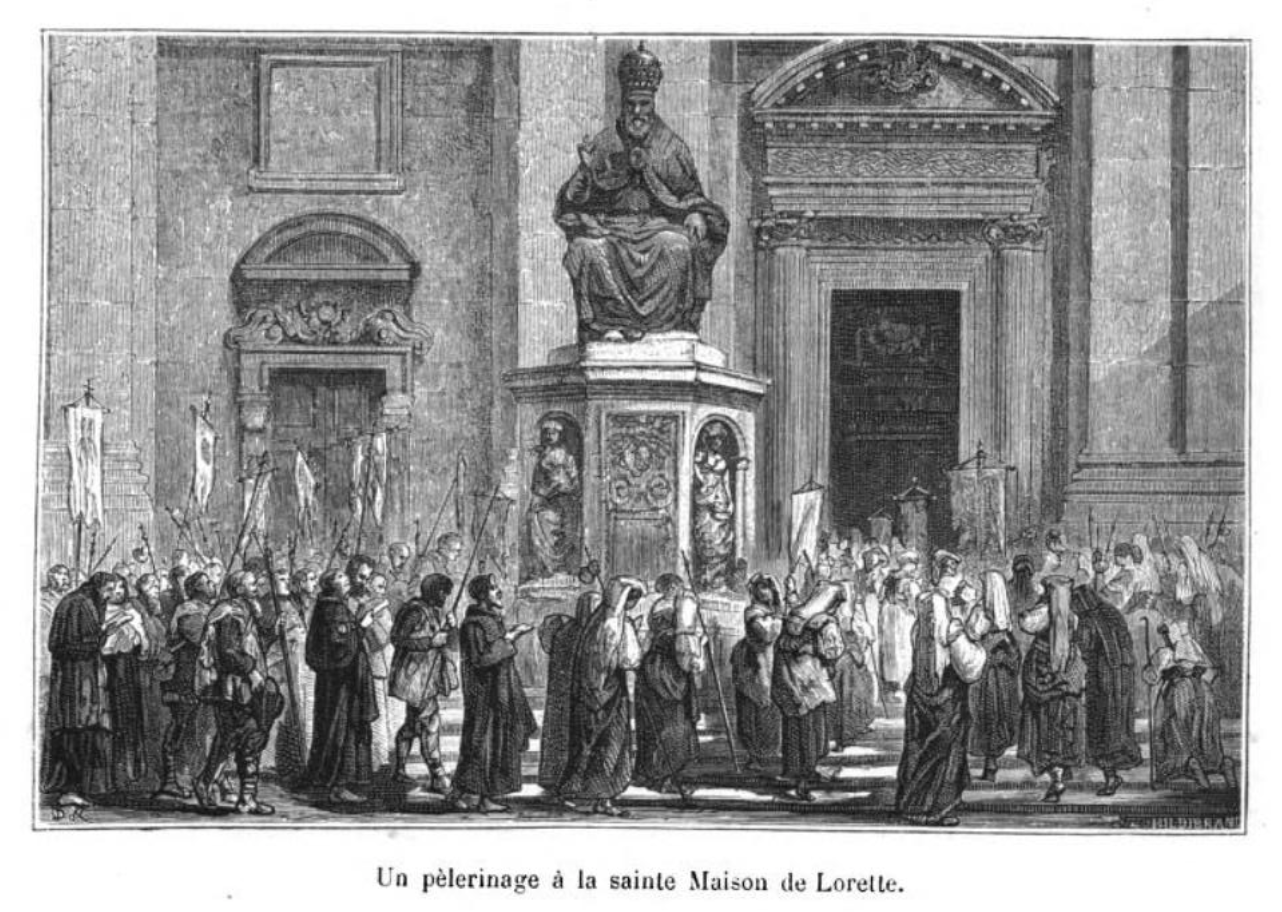
Pèlerinage à la Sainte Maison de Lorette - ill. de la Sainte Maison de Lorette de l’Abbé A. Grillot. Ed Ruffet - rue Saint Sulpice, Paris

Raphaël, Le Caravage, Guido Reni, Annibale Carrache, Le Pérugin, Giambattista Tiepolo, Le Dominiquin sont quelques-uns des peintres qui ont peint la Madone de Lorette et la translation de la Sainte Maison.
Le nombre de chapelles, églises, couvents ou monastères d’Europe portant le nom de Notre-Dame-de-Lorette, le plus souvent construits au frais des commanditaires locaux ou de la population locale prouve qu’il s’agissait d’un lieu sacré populaire. (voir Notre-Dame-de-Lorette (édifices et lieux))
Même le déiste Voltaire écrivant à Catherine II impératrice de Russie ne semblait pas ignorer l’existence du sanctuaire lorétain : 
Madame, il me paraît par votre dépêche du 12 septembre qu il y a une de vos âmes qui fait plus de miracles que Notre Dame de Czenstokova, nom très difficile à prononcer. Votre majesté impériale m'avouera que la Santa Casa di Loreto est beaucoup plus douce à l'oreille et qu'elle est bien plus miraculeuse puisqu'elle est mille fois plus riche que votre sainte Vierge polonaise.

Lettre AMIII, du 2 novembre 1772 à Catherine II de Russie.

## Traces matérielles du pèlerinage
Nous sont parvenues comme traces matérielles du pèlerinage  entre le XVe et le XVIIIe siècle: 
- Enseigne de boutiques-étapes en métal conservée au British Museum de Londres.
- Attestation imprimée avec signature de l'évêque, sceau en papier gaufré et morceau de tulle de la robe portée par la statue de la Madone, British Museum.
- Imprimés de la juste mesure du pied de la Vierge datés de 1780 à 1820, British Museum.
- Fiole à l’effigie de la Madone de Lorette de la fin du XVIIe siècle, Metropolitan Museum de New York.

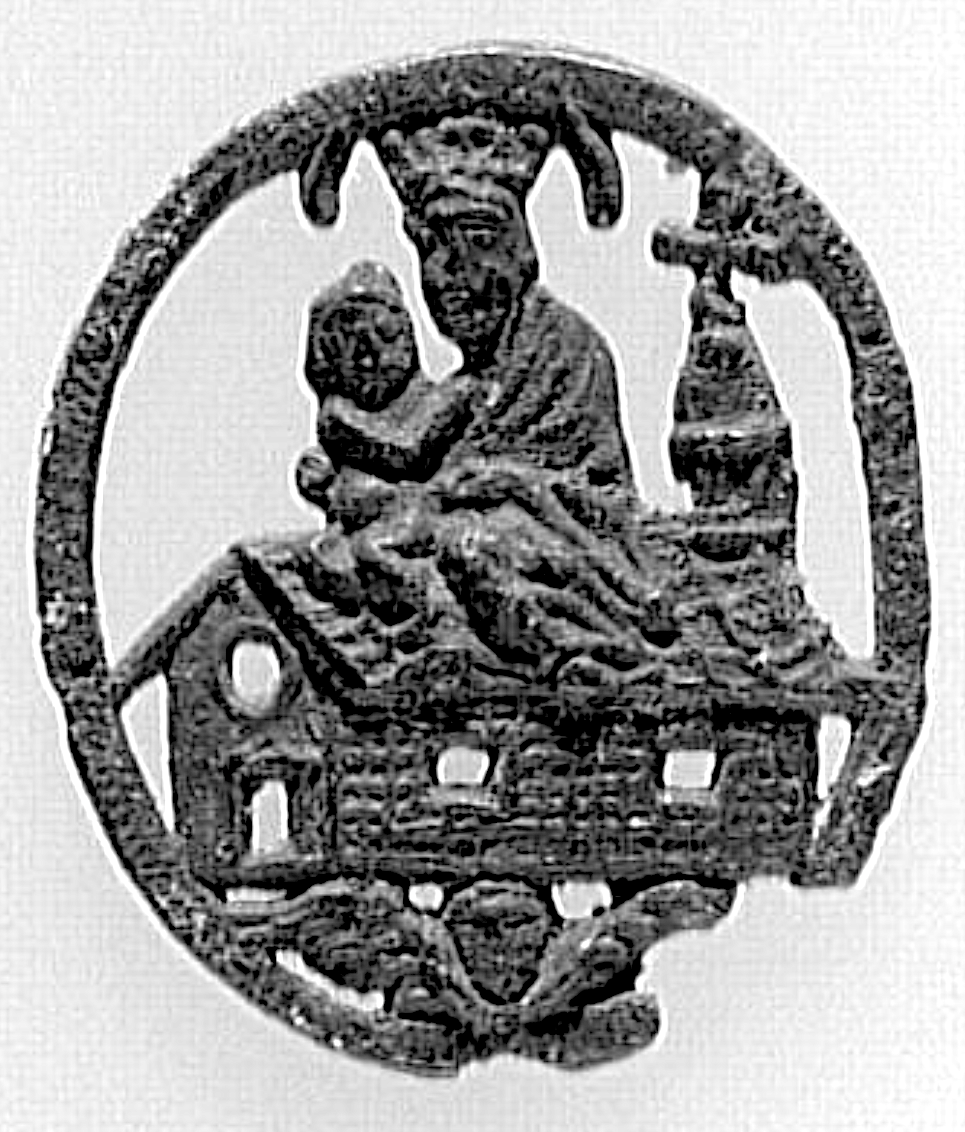
Enseigne pèlerinage pour la Santa Casa de Loreto (entre 1475 et 1515) Musée national du Moyen-Age - Thermes de Cluny (en 2020)

## Exemples d'Ex-Voto des pèlerins

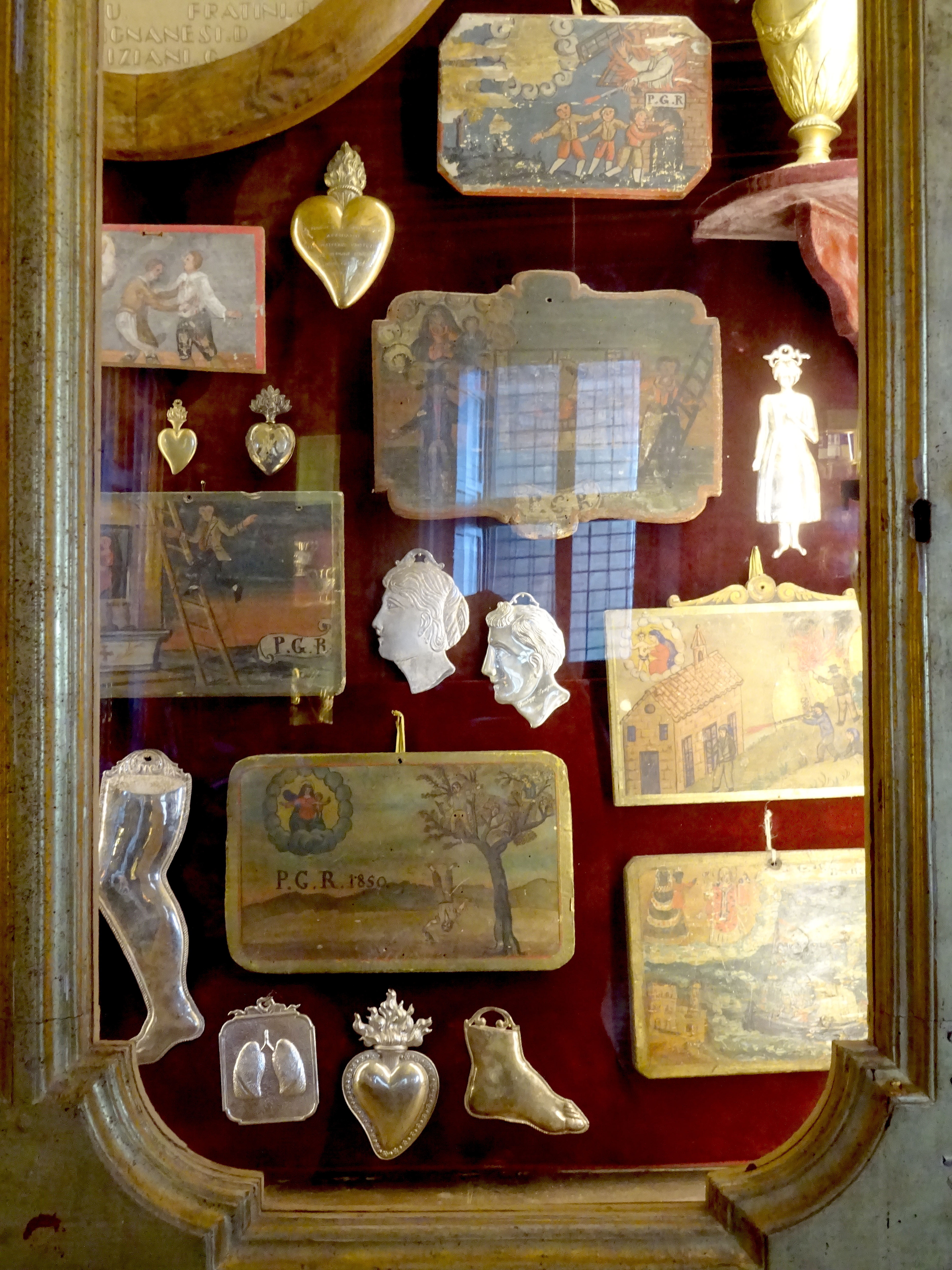
Ex-Voto de la Salle Pomarancio
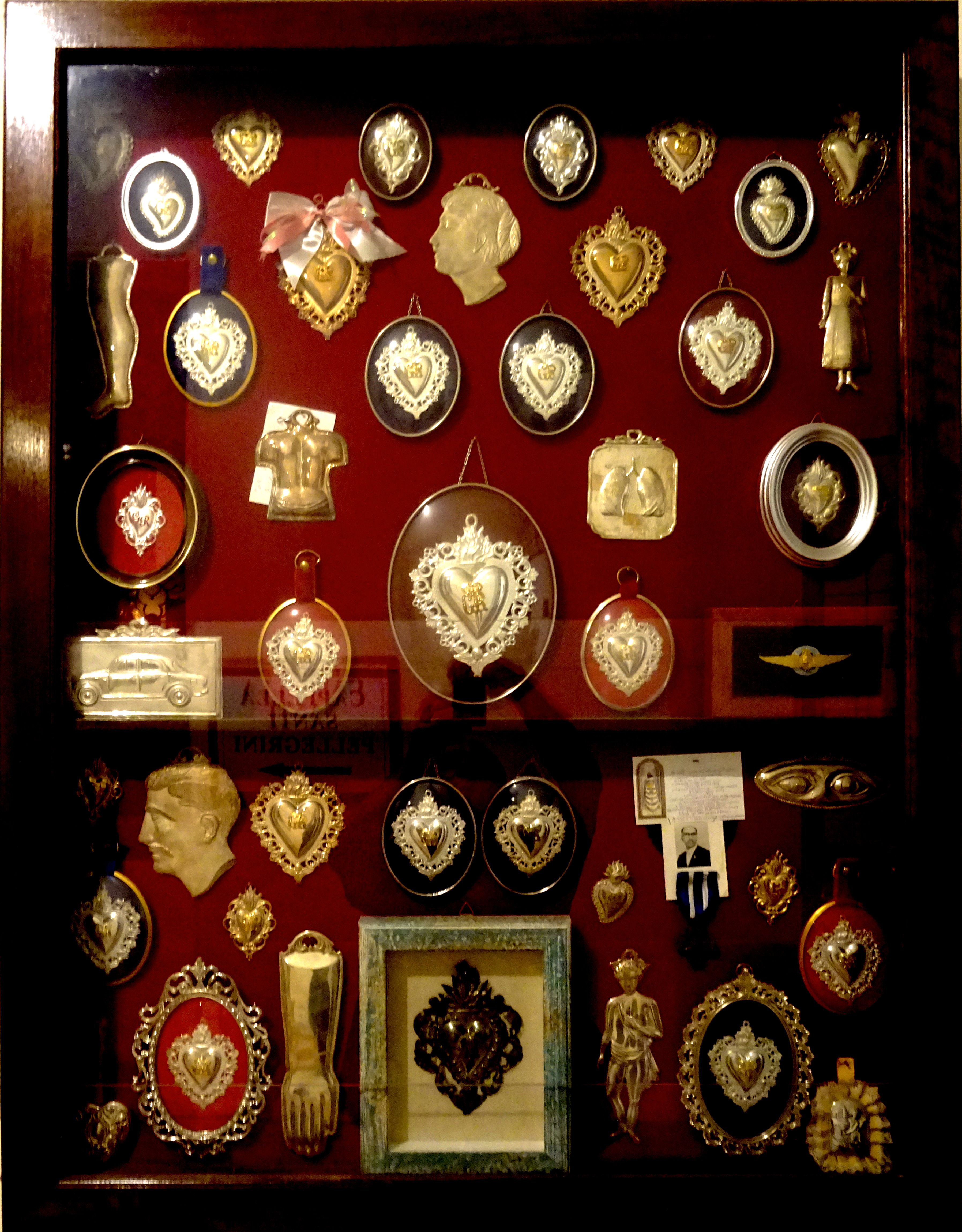
Ex-Voto du couloir d’accès à la Salle Pomarancio

## Témoignages littéraires

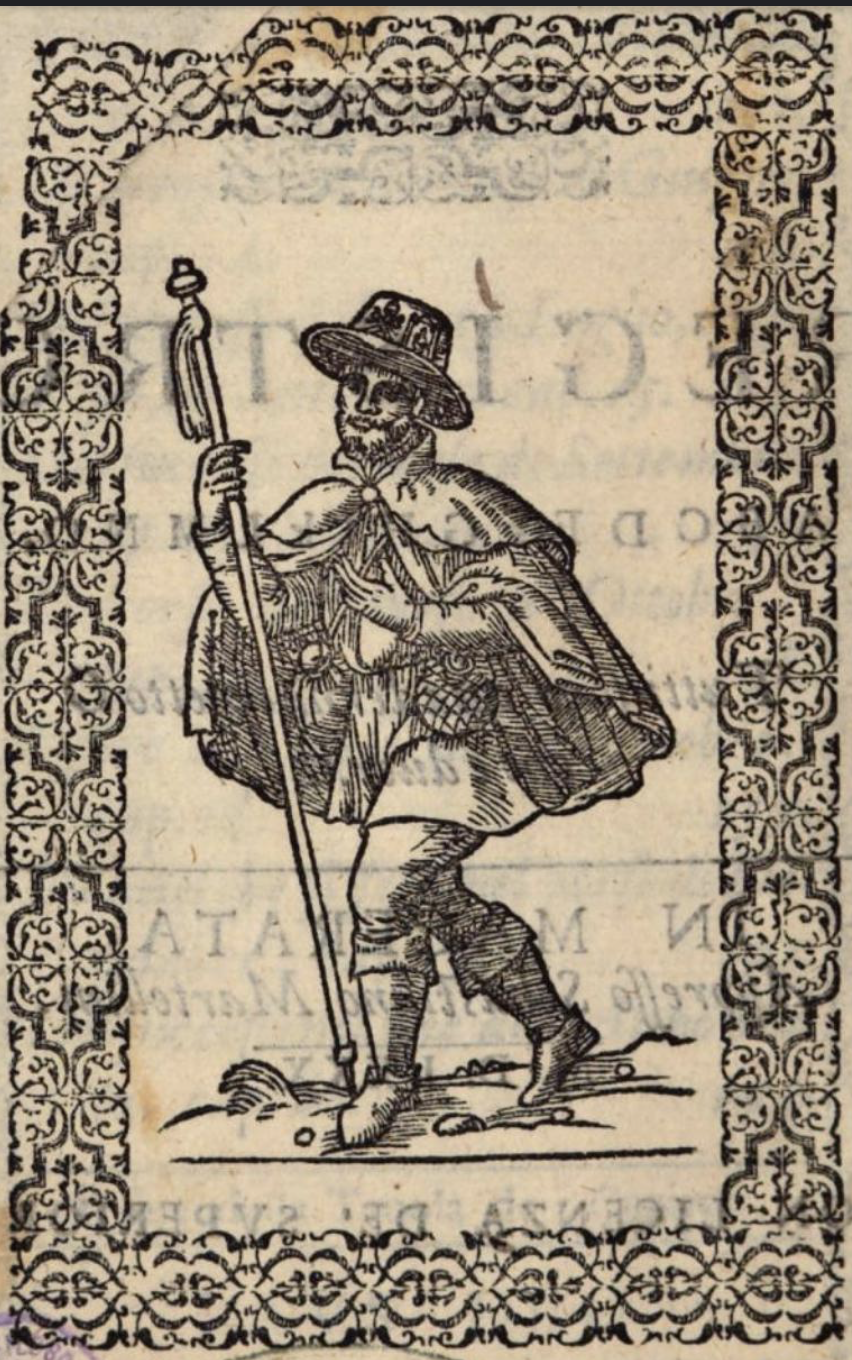
Gravure d’un pèlerin en route pour Lorette

Cervantes décrit la sainte Maison de Lorette recouverte des offrandes des pèlerins ainsi :
(...) à Notre-Dame-de-Lorette, dans le saint Temple de laquelle il ne put distinguer ni murs ni murailles, tant il était couverts de béquille, linceuls, chaines, anneaux, menottes, chevelures, bustes de cire, peinture et retables, témoignages manifestes des innombrables grâces que beaucoup avaient reçues de la main de Dieu, par l’intercession de sa divine mère, laquelle voulut accroître l’autorité de cette sienne sacro-sainte image par une foule de miracles que lui gardent ceux qui ont orné de tels dais les murs de sa Maison.

Miguel de Cervantes, nouvelles exemplaires, le licencié de verre, folio classique p.257

## Notes et références

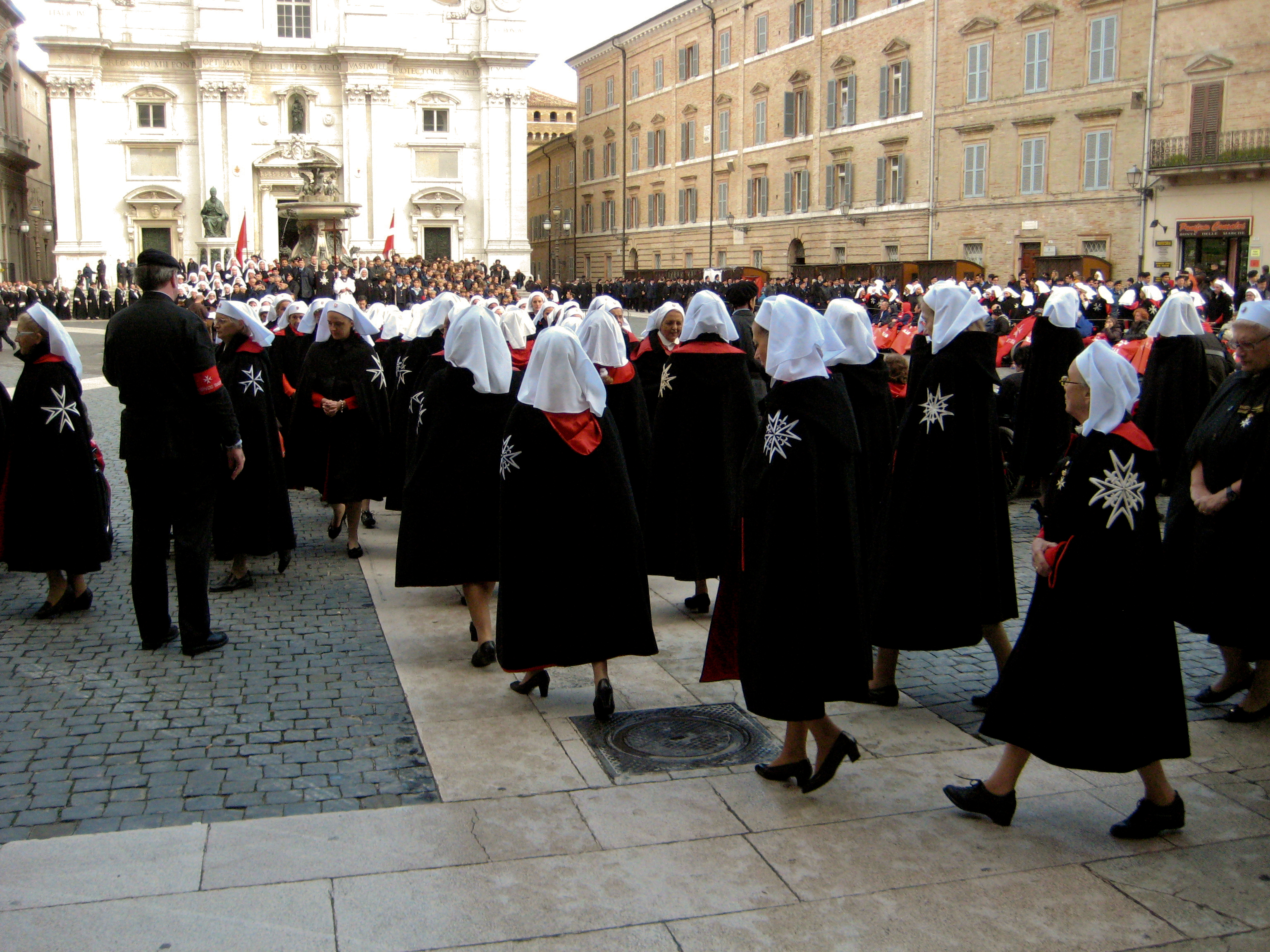
Pèlerinage à Lorette en 2009.

## Images du Pèlerinage dans les Archives Luce
- En 1930 :
- En 1937 :